# 樽美酒研二
樽美酒 研二（だるびっしゅ けんじ、1980年11月28日 - ）は、日本のヴィジュアル系エアーバンドゴールデンボンバーのDoramu。
福岡県うきは市（旧・浮羽郡吉井町）出身。
ユークリッド・エージェンシー所属。

## 経歴
福岡県うきは市（旧浮羽郡吉井町）出身。
小学校1年生の頃よりプロ野球選手を目指して打ち込む生活を送り、野球推薦で高校に入学する頃までは本気で野球に取り組んでいた。ポジションはそれぞれ小学生でピッチャーとキャッチャーを兼任、その後中学ではセカンド、高校でキャッチャーを担当した。しかし、中学校卒業時に身長が伸び悩んだことで野球選手の夢を諦め、高校に入ると野球部に所属しながら、周囲の影響でBOØWYに関心を持ったことや異性に好かれたいという動機でバンド活動を始める。ボーカル＆ギターを担当していた。この頃友人の影響でMissing Tearのローディーとして活動を始め、tatsuoにギターの演奏を教わるも挫折する。
高校卒業後はローディーを続ける。ローディーの卒業後は一度就職するものの、程なくして退職。その後上京し、自身も青春パンクバンド「ヘルコプター」のギターボーカルとして活動する。当時作詞作曲したオリジナル楽曲はブログ本2・3の初回限定版特典としてCD化されている。その後交流が続いていたtatsuoに勧められ、ゴールデンボンバー加入を志す。鬼龍院翔は加入のための面接で「裸になれますか？」との問いに「自信があります」と答えるなど、受験者たちの中で飛びぬけていたことを後に述べ、樽美酒本人は上記のやり取りが印象に残ったと述べている。
最初のライブは本人にとって惨憺たる結果となり、その後2ヶ月から3ヶ月ほど厳しい状況が続いた。しかし大阪のライブで行ったMCが好評だったことからトークの技術を磨き、また演奏経験のなかったドラムもメンバーからの指摘を受け独学で習得する。

## 人物
血液型はA型、身長181cm。
2009年4月10日にゴールデンボンバーに加入。芸名はダルビッシュ有にちなんだものである。愛称は研二、研二さんなどが挙げられる。
白塗りに歌舞伎役者のようなメイクをしていることが多い。白塗りの理由を「先代のドラマーが白塗りだったから」「恥ずかしくて赤面しやすいから」としているが、元々は2度目のライブの前に社長に提案されたことによる。メイクは形取りではなく、筆で描いている。
ライブで曲を流すためにドラムセットの陰でiPodを操作しており、ライブ中のMCでたびたび呼ばれる「PAさん」の役目もしている。
ライブで実際にドラムを叩くことはなく完全なエアドラムで、ドラムセットの後ろで踊る際に「邪魔だから」との理由により、スネアドラムがセットから外されている。ドラムスティックはスポンジ製で、2012年時点では東急ハンズで購入した発泡スチロールを切り分けて使用していたが、2012年現在は円柱状のスポンジ素材を使用。
バンド内のキャラクターではムックーなどを担当している。ライブではゴールデンボンバー加入前から活動していた、eversetのコピーバンド「レバーセット」のボーカルとして出演することがある。
鬼龍院によると性格がとびきりポップで、彼が参加したことによりバンドの雰囲気が明るくなったと述べている。また一方で甘えがないところが鬼龍院から好感を持たれている。素顔に関しては参加当初、喜矢武のブログでやる気があり過ぎるイケメンとされ、友人で俳優の綾野剛からは彫りが深く、ローマ風であると言及されている。その一方で、化粧を施した後の姿は子供に怖がられることが多いと本人は嘆いており、Eテレ「ニャンちゅうワールド放送局」のニャルビッシュ役で2013年5月からレギュラー出演することになった際には、本人も怖いと述べている。
メンバーの中でも肉体派と評され、TBS系『SASUKE』には、2012年大会から出場しており2015年大会ではファーストステージを初めてクリアし、2018年年末大会ではセカンドステージを初めてクリアしている。SASUKEにおいては常連選手たちとも仲がよく、特に日置将士は「兄弟のような存在」と呼んでいる。2017年にはTBS系「究極の男は誰だ!？最強スポーツ男子元日頂上決戦！」など、運動神経を競うテレビ番組に出演している。また自身のバースデーグッズなどでは、鍛えた身体をネタにしたグッズも多く販売される。中でも臀部はクローズアップされ、2017年の元旦には「だるびっしゅけんじのケツかるた」を発売し、1月29日には発売記念イベント"ケツタッチ会"を開催する。

## エピソード
2012年2月2日にはブログを書籍化した「ベスト オブ オバマブログ」を発売。同年11月28日の自身の誕生日には5万件を超えるコメントが寄せられ、11月29日付のアメーバブログランキングで初の総合1位を獲得する。2013年1月以降は「ブログ休戦宣言」 をするまで連続で月間総合1位を獲得した。ブログでは裸の写真を掲載することが多く、運営によって写真が削除されるなど規制がかかったことが何度もある。ブログ本の売上は2013年5月に10万部を突破し、2013年3月には第2弾、2014年2月には第3弾を発売。その印税により、2013年8月に『とんねるずのみなさんのおかげでした』の企画でメルセデス・ベンツ・ML350を購入している。2015年、Amebaが最も注目されたブログに対して贈るBLOG of the yearにて、優秀賞に選出された。
2012年7月11日に明治神宮野球場で開催された東京ヤクルトスワローズ対横浜DeNAベイスターズ戦の始球式に登板した。「樽美酒研二プロ野球入団テスト」と銘打ち、球団（ヤクルト）側から出された「ピッチングで140km/h以上を出すこと」という条件に対し、142 km/hを出して見事クリアするものの、投球直後に右腕を痛めて倒れ込み即引退というパフォーマンスを行った。ただし、実際にはどんな球を投げてもあの表示が出るようにしており、実際は120km/hしか出ていなかったことを後に告白している。なお、この模様を収めた動画は「Yahoo!映像トピックスアワード2012」の爆笑部門で1位に選ばれた。また2013年3月29日には福岡ドームにて福岡ソフトバンクホークス対東北楽天ゴールデンイーグルス戦の開幕戦始球式を務めた。2018年6月10日には横浜スタジアムで行われた横浜DeNAベイスターズ対北海道日本ハムファイターズの交流戦で始球式に登板。両球団OBである森本稀哲と一打席対決を行い、このときには最速127km/hを記録している（対決は森本に左中間にヒットを打たれた）。

## 出演

### バラエティ
- ニャンちゅうワールド放送局（2012年11月 - 2018年4月、Eテレ） - ニャンちゅうの遠い子孫・ニャルビッシュ 役
- 新堂本兄弟（2013年4月 - 2014年4月、フジテレビ系）[47]

### テレビアニメ
- 四月一日さん家と 第3話（2020年4月6日、テレビ東京）[48]

## 作品
- 「ベスト オブ オバマブログ」（扶桑社、2012年2月3日）ISBN 978-4-594-06546-1
- 「ベスト オブ オバマブログ2」（ユークリッドエージェンシー、2013年3月29日）
  - 20歳の頃に作詞作曲した楽曲「夏物語」（2013年4月13日）が初回特典として付属している。
- 「ベスト オブ オバマブログ3」（ユークリッドエージェンシー、2014年2月20日）
  - 同上「タンポポ」が初回特典として付属している。

## 受賞歴
- Ameba BLOG of the year 2015 優秀賞

## SASUKEでの成績
第28回大会にゼッケン31番で初出場。当時紅白初出場が決まっていたため注目が集まっていたが、ローリングエスカルゴの遠心力に耐えきれず落水。インタビューでは初出場ながら相当の悔しさを見せた。
第30回記念大会にゼッケン2979番で出場。2連そり立つ壁を突破して最終エリアのランバージャッククライムまで辿り着くも、腕力の限界を迎えて落水。
第31回大会にゼッケン82番で出場。前回落水したランバージャッククライムにリベンジを果たし、3度目の挑戦で初の1stステージクリアを達成。しかし2ndステージでは、スタートエリアであるクロススライダーの衝撃に耐えきれず落水。
第32回大会にゼッケン91番で出場。2大会連続の1stステージクリアを目指すも、新エリアであるタイファイターの段差の衝撃に耐えきれず前のめりに落水。
第33回大会にゼッケン82番で出場。前回リタイアしたタイファイターや新エリアのフィッシュボーンをクリアしてランバージャッククライムまで到達。残り時間も十分余裕があったが、頂上のバーを掴みそこねて背中から落水。緑山中から悲鳴が上がった。
第34回大会にゼッケン89番で出場。因縁のランバージャッククライムまで到達すると、リベンジに成功。10秒以上残してクリアし、喜びの声を上げた。2年ぶりの2ndステージでは、バックストリームを突破するも時間がなくなり、リバースコンベアでもがきながらのタイムアップとなった。
第35回大会にゼッケン96番で出場。樽美酒の挑戦までクリア者がわずか3人しかいない状況で、難関の新エリア、ドラゴングライダーを突破。残り時間がなくなりながらもそり立つ壁を一発で登り、2大会連続で1stステージクリア。2ndステージではリバースコンベアの対策を積み、雪辱を晴らすも、ウォールリフティングの2枚目に突入した瞬間タイムアップとなった。
第36回大会前にゼッケン98番で出場。1stを危なげなく突破すると、2ndではハイペースにリバースコンベアまでを突破し、ウォールリフティングに苦戦しながらもクリア。芸能人として第16回大会の池谷直樹以来の3rdステージ進出を果たした。初体験の3rdステージでは、フライングバーからサイドワインダーへの移動に失敗して落水するも、3rdステージ進出という目標を達成した。
第37回大会にゼッケン97番で出場。今回も1stステージ突破を期待されていたが、過去2大会連続で成功していたドラゴングライダーの2本目への飛び移りに失敗して落水。4大会ぶりに1stステージリタイアを喫した。
第38回大会にゼッケン93番で出場。前回リタイアしたドラゴングライダーの練習を積んで挑むも、ドラゴングライダーで移行のタイミングがずれて落水。その後のインタビューでは、コロナ禍での生活とトレーニングの辛さから、「一年間必死で…」と涙を流した。
第39回大会にゼッケン97番で出場するも、雨でのコンディションの悪化からか、ローリングヒルからの飛び移りで滑り落ちるように落水。今大会は雨による実力者のリタイアが樽美酒を含め続出した。
第40回大会は新型コロナウイルス感染症の影響で11大会ぶりに欠場。樽美酒の代わりに鬼龍院翔が初出場した（ローリングヒルでリタイア）。
第41回大会はゼッケン82番で出場。大会2週間前に右足の肉離れを起こし出場が危ぶまれたが、リハビリの末に出場した。怪我がある中で新エリアのツインダイヤ、過去2回リタイア経験のあるドラゴングライダーをクリア。警告音の中そり立つ壁に挑み左手がかかるも登りきれずタイムアップとなったが、その健闘ぶりに日置将士ら親交の深い選手が涙した。挑戦後は左側に松葉杖をつけて仲間の応援に勤しんだ。
第42回大会はゼッケン81番で出場。新エリア・スクリュードライバーを際どい体勢で突破するも、ドラゴングライダーのトランポリン踏み込みで膝が曲がってしまい、バーに届かずそのまま落水。出場5大会連続の1stリタイアとなった。

### 大会別成績
| 大会       | ゼッケン | STAGE | 記録                     | 備考                         |
| ---------- | -------- | ----- | ------------------------ | ---------------------------- |
| 第28回大会 | 31       | 1st   | ローリングエスカルゴ     | 中盤                         |
| 第30回大会 | 2979     | 1st   | ランバージャッククライム | 落水                         |
| 第31回大会 | 82       | 2nd   | クロススライダー         | 落水                         |
| 第32回大会 | 91       | 1st   | タイファイター           | 落水                         |
| 第33回大会 | 82       | 1st   | ランバージャッククライム | 頂上のバーをつかみ損ねて落下 |
| 第34回大会 | 89       | 2nd   | リバースコンベア         | タイムアップ                 |
| 第35回大会 | 96       | 2nd   | ウォールリフティング     | 2枚目突入直後、タイムアップ  |
| 第36回大会 | 98       | 3rd   | サイドワインダー改       | フライングバーからの移行失敗 |
| 第37回大会 | 97       | 1st   | ドラゴングライダー       | 1→2本目                      |
| 第38回大会 | 93       | 1st   | ドラゴングライダー       | 1→2本目                      |
| 第39回大会 | 97       | 1st   | ローリングヒル           | 対岸への着地失敗             |
| 第41回大会 | 82       | 1st   | そり立つ壁               | タイムアップ                 |
| 第42回大会 | 81       | 1st   | ドラゴングライダー       | 1本目のバーを掴み損ね落下    |

通算成績
| 出場数 | 2nd進出 | 3rd進出 | FINAL進出 | 最優秀成績 |
| ------ | ------- | ------- | --------- | ---------- |
| 13回   | 4回     | 1回     | 0回       | 0回        |